# Viktor Olegovics Pelevin
Viktor Olegovics Pelevin (oroszul: Виктор Олегович Пелевин) (Moszkva, 1962. november 22. –) orosz író.

## Élete és munkássága
1989-ben végzett a Moszkvai Energetikai Főiskolán, majd a Gorkij Irodalmi főiskolára járt. 1987 óta ír, 1989-ben jelent meg először nyomtatásban. A következő három évben számos novelláját közölték folyóiratok és antológiák. 1992-ben jelent meg első novelláskötete, majd 1993-ban első kisregénye Omon Ré címmel, mely a szovjet űrkutatást ábrázolja groteszk módon. A kötetet egyből lefordították angol és német nyelvre (magyarul 2001-ben jelent meg). Nem csak hazájában, de világszerte hamar népszerű lett, 2000-ben a New Yorker Európa hat legjelentősebb fiatal írója között emlegette. Viktor és Venyegyikt Jerofejev mellett a mai orosz irodalom „fenegyerekeként” emlegetik.
Stílusa minden előítélettől mentes, szatirikus, groteszk; gyakran keveri a nyelvi rétegeket, bátran használ szlenget, káromkodásokat; jellemző rá az intertextuális áthallás; a modern rockzenétől a klasszikus kínai szerzőkig sokféle kultúrkört mozgósít. Művein többen felfedezni vélték a fantasztikum számos irányzatának hatását, korai írásaira a tudományos fantasztikum kedvelői figyeltek fel, mondták posztmodernnek, mágikus realistának, Gogol groteszk világához hasonlították, fantasyvel rokon vonásokat találtak bennük. Mindezek mellett a posztszovjet világ egyik leghatásosabb ábrázolójának tartják.

## Regényei
- 1992 ― Омон Ра ― Omon Ra
  - Omon Ré. Budapest, JAK-Osiris, 2001. Fordította Bratka László.
- 1993 ― Жизнь насекомых ― Zsizny naszekomih
  - A rovarok élete. Budapest, Park, 1999. Fordította Király Zsuzsa.
  - A rovarok élete. Budapest, Park, 2006. Fordította Király Zsuzsa.
- 1996 ― Чапаев и Пустота ― Csapajev i pusztota
  - Az agyag géppuska. Budapest, Európa, 2001. Fordította Bratka László.
  - Az agyag géppuska. Budapest, Európa, 2013. Fordította Bratka László.
- 1999 ― Поколение "П" ― Pokolenyije „P”
  - Generation "P". Budapest, Európa, 2001. Fordította és az utószót írta Bratka László.
  - Generation "P". Budapest, Európa, 2006. Fordította és az utószót írta Bratka László.
  - Generation "P". Budapest, Európa, 2009. Fordította és az utószót írta Bratka László.
- 2003 ― Числа ― Csiszla
  - Számok. Budapest, Európa, 2005. Fordította és az utószót írta Bratka László.
  - Számok. Budapest, Európa, 2007. Fordította és az utószót írta Bratka László.
- 2004 ― Священная книга оборотня ― 
  - A Metamor Szent könyve. Budapest, Európa, 2006. Fordította Bratka László.
- 2005 ― Шлем ужаса. Креатифф о Тесее и Минотавре ― 
  - A rettenet sisakja. Budapest, Palatinus, 2006. Fordította Bratka László.
  - A rettenet sisakja. Budapest, Cartaphilus, 2011. Fordította Bratka László.
- 2006 ― Empire "V" ― 
  - Empire "V". Budapest, Európa, 2008. Fordította Goretity József
- 2009 ― t
  - T. Budapest, Európa, 2011. Fordította M. Nagy Miklós
- 2011 — S.N.U.F.F.
  - S. N. U. F. F.. Budapest, Európa, 2013. Fordította M. Nagy Miklós
- 2013 — Бэтман Аполло
  - Apolló Batman. Budapest, Európa, 2015. Fordította Iván Ildikó.
- 2017 — iPhuck 10
  - iPhuck 10. Budapest, Helikon, 2018. Fordította M. Nagy Miklós.

- 2018 — Тайные виды на гору Фудзи
  - Titkos pillantások a Fudzsi-hegyre. Budapest, Helikon, 2019. Fordította M. Nagy Miklós.
- 2019 — Искусство лёгких касаний
  - Gyengéd Érintések Művészete. Budapest, Helikon, 2020. Fordította M. Nagy Miklós.

## Magyarul
- A rovarok élete; ford. Király Zsuzsa; Park, Bp., 1999
- Omon Ra; ford. Bratka László; JAK–Osiris, Bp., 2001 (JAK világirodalmi sorozat)
- Generation "P"; ford., utószó Bratka László; Európa, Bp., 2001
- Az agyag géppuska; ford. Bratka László; Európa, Bp., 2001
- Kristályvilág. Budapest, JAK, 2002 (második kiadás Budapest, Gondolat, 2004). Fordította Bratka László
- A tervhivatal hercege. Budapest, Gondolat, 2004. Fordította M. Nagy Miklós és Bratka László (Princ Goszplana)
- A hunok harmóniája. Budapest, Gondolat, 2005. Fordította M. Nagy Miklós és Bratka László. Előszó Podmaniczky Szilárd (Szinyij fonar)
- Számok; ford., utószó Bratka László; Európa, Bp., 2005
- A rettenet sisakja; ford. Bratka László; Palatinus, Bp., 2006 (Mítosz-sorozat)
- A metamor szent könyve; ford., utószó Bratka László; Európa, Bp., 2006
- A sárga nyíl. Elbeszélések; Budapest, Európa, 2007. Fordította Bratka László, Goretity József és Herczeg Ferenc (A fordítás a Zsoltaja sztrela kiadás alapján készült; Vagrius, Moszkva, 2000)
- Empire "V". Elbeszélés a valódi felsőbbrendű emberről; ford. Goretity József; Európa, Bp., 2008
- P5. Pindosztán politikai pigmeusai – pá, pederaszták; ford. Goretity József; Európa, Bp., 2010
- T Viktor Pelevin; ford. M. Nagy Miklós; Európa, Bp., 2011
- Ananászlé a szépséges hölgynek. Háború és béke; ford. Goretity József; Európa, Bp., 2012 (Ананасная вода для прекрасной дамы, 2011)
- S. N. U. F. F. Utøpia; ford. M. Nagy Miklós; Európa, Bp., 2013
- Apolló batman; ford. Iván Ildikó; Európa, Bp., 2015
- IPhuck10; ford. M. Nagy Miklós; Helikon, Bp., 2018
- Omon Ré; ford. Bratka László; Helikon, Bp., 2018
- Titkos pillantások a Fudzsi-hegyre; ford. M. Nagy Miklós; Helikon, Bp., 2019
- Gyengéd érintések művészete; ford. M. Nagy Miklós; Helikon, Bp., 2020
- A legyőzhetetlen Nap; ford. M. Nagy Miklós; Helikon, Bp., 2021

## Szakirodalom
- Bratka László: Viktor Pelevinről. Életünk 1999. November-December 1023
- Bratka László: Utószó. In Generation "P". Budapest, Európa, 2001
- Bratka László: Utószó. In Számok. Budapest, Európa, 2005
- Podmaniczky Szilárd: Előszó. In A hunok harmóniája. Budapest, Gondolat, 2005
- M. Nagy Miklós: A Pelevin-mítosz. Könyvjelző, 2010. október